# Jonathan Wilkinson
Pour les articles homonymes, voir Wilkinson.
Jonathan Wilkinson, né le 11 juin 1965 à Sault-Sainte-Marie en Ontario, est un homme d'affaires et homme politique canadien.
Depuis 2015, il est député libéral de la circonscription de North Vancouver à la Chambre des communes du Canada.
Il est ministre des Pêches, des Océans et de la Garde côtière canadienne de 2018 à 2019, ministre de l'Environnement et du Changement climatique de 2019 à 2021. Depuis 2021, Il est ministre des Ressources naturelles retitré ministre de l'Énergie et des Ressources naturelles en 2023.

## Biographie
Né le 11 juin 1965 à Sault-Sainte-Marie en Ontario, Jonathan Wilkinson devient député à la Chambre des communes de la circonscription de North Vancouver lors des élections fédérales du 19 octobre 2015 sous la bannière du Parti libéral du Canada. Il est réélu en 2019 et 2021.
De 2018 à 2019, il exerce la fonction de ministre des Pêches, des Océans et de la Garde côtière canadienne. Il est nommé ministre de l'Environnement par Justin Trudeau le 20 novembre 2019.
Le 26 octobre 2021, il est nommé ministre des Ressources naturelles à la suite du remaniement ministériel du gouvernement de Justin Trudeau. Lors d'un nouveau remaniement le 26 juillet 2023, son titre est renommé ministre de l'Énergie et des Ressources naturelles. Le 14 mars 2025, il conserve la même fonction dans le gouvernement de Mark Carney.